# Universidad de Groenlandia
La Universidad de Groenlandia (oficialmente Grønlands Universitet en idioma danés, Kalaallit Nunaata Universitetia en kalaallisut, y conocida a nivel local como Ilisimatusarfik) es una universidad situada en Nuuk, la capital de Groenlandia (Dinamarca), y la única institución universitaria del país. La mayoría de las asignaturas de sus titulaciones se imparten en danés, y unas pocas en kalaallisut. En el año 2007 la universidad contaba con unos 150 alumnos matriculados, pertenecientes en su mayoría a la población local, y 19 funcionarios, 14 de ellos del profesorado y el resto del personal técnico-administrativo. Ilisimatusarfik se ubica en el lugar de la histórica misión morava de Neu-Herrnhut, establecida en Nuuk por Matthias Stach en 1738, pero está previsto su traslado en el 2009 a un nuevo complejo denominado Ilimmarfik. El presupuesto de la universad es de 14,8 millones de coronas danesas (unos 2 millones de euros).

## Departamentos
La universidad posee cuatro departamentos:
- Departamento de Gestión y Económicas (4 docentes, 55 estudiantes)
- Departamento de Lengua, Literatura y Estudios Medios (4 docentes, 35 estudiantes)
- Departamento de Historial Cultural y Social (4 docentes, 45 estudiantes)
- Departamento de Teología (2 docentes, 15 estudiantes)

La universidad concede licenciaturas en todos los departamentos, y maestrías en todas las áreas excepto Teología. También se ofrecen programas de doctorado, que en la actualidad cursan 5 alumnos.

## Historia
La Universidad de Groenlandia se fundó en 1987 para ofrecer educación superior local a Groenlandia. Originalmente, se ubicaba en la antigua estación misionera morava de Neu Herrnhut y en 2009 se trasladó a un complejo de investigación, Ilimmarfik. La universidad cuenta con un presupuesto de 14,8 millones de coronas danesas 

## Biblioteca
Su biblioteca posee unos 30 000 libros y 125 diferentes revistas.